# Pseudabutilon leucothrix
Pseudabutilon leucothrix är en malvaväxtart som beskrevs av P.A. Fryxell. Pseudabutilon leucothrix ingår i släktet Pseudabutilon och familjen malvaväxter. Inga underarter finns listade i Catalogue of Life.